# Залеский, Андрей Иванович
Андре́й Ива́нович Зале́ский (бел. Андрэй Іванавіч Залескі; род. 20 января 1991[…], Новогрудок, Гродненская область) — белорусский футболист, защитник мозырской «Славии». Мастер спорта Республики Беларусь.

## Карьера

### Клубная
Уроженец города Новогрудка, Залеский начал заниматься футболом в ДЮСШ города Лиды. Первый тренер — В. Ю. Янчаускас.
Профессиональную карьеру начал в минском «Динамо» в 2008 году, выступал за дубль. В сезоне 2009 года дебютировал в чемпионате Беларуси. Перенёс операцию на колене. Два года провёл в аренде в фарм-клубе «Берёза-2010». В 2014 году вернулся в «Динамо», играл в основном составе команды. В конце 2014 покинул «Динамо» по окончании контракта.
В феврале 2015 подписал контракт со «Слуцком». Смог закрепиться в основе, играл на позиции левого защитника или опорного полузащитника. В сентябре-октябре 2015 года не играл из-за травмы. В декабре продлил контракт с клубом. В сезоне 2016 являлся игроком основы, выступал на разных позициях в обороне. В сезоне 2017 был задействован в качестве правого защитника.
2 февраля 2018 года на правах свободного агента подписал контракт с клубом «Динамо-Брест» на один год с возможностью продления ещё на один. В сезоне 2018 нерегулярно появлялся на поле. В январе 2019 года по окончании контракта покинул брестскую команду.
13 февраля 2019 года подписал контракт с минским «Динамо». В сезоне 2019 был запасным игроком, только в июне-июле и сентябре-октябре выходил в стартовом составе. В декабре 2019 года по окончании контракта покинул столичный клуб.
В январе 2020 года подписал соглашение с казахстанским «Жетысу». В январе 2021 года стало известно, что Залеский вместе с другими белорусскими игроками покинул команду.
В феврале 2021 года стал игроком «Турана».
В марте 2023 года стал игроком мозырской «Славии». В декабре 2023 года футболист покинул клуб.
В январе 2025 года подписал с «Ислочью» соглашение, рассчитанное на год.

### В сборной
Выступал за молодёжную сборную Беларуси.

## Достижения
- Серебряный призёр чемпионата Беларуси (2): 2009, 2014
- Обладатель Кубка Беларуси: 2017/18
- Обладатель Суперкубка Беларуси: 2018

## Семья
В 2016 году женился на своей девушке Анне Голиковой. Младший брат Андрея Алексей тоже профессиональный футболист.